# Конвенција о спречавању и кажњавању злочина геноцида
Конвенција о спречавању и кажњавању злочина геноцида је међународни уговор који криминализује геноцид и обавезује државе потписнице да спроводе његово спречавање. Она је први правни акт који геноцид означава злочином и први уговор из области људских права једногласно усвојен од стране Генералне скупштине Уједињених нација, 9. децембра 1948. године. Конвенција је ступила на снагу 12. јануара 1951. године и има 152 државе потписнице.
Конвенција је донета под утиском Другог светског рата, како би злочини попут Холокауста добили адекватну правну дефиницију. Термин геноцид је 1944. године први пут употребио адвокат пољско-јеврејског порекла Рафаел Лемкин.
Геноцид је овом конвенцијом дефинисан као намерни напор да се једна група потпуно или делимично уништи на основу њене националне, етничке, расне или верске припадности. Државама је забрањено учешће у геноциду и обавезне су да спроводе забрану, чак и када то значи да угрожавају суверенитет. Дефиницију из конвенције су прихватили Међународни кривични суд, као и бројни национални правни системи и судови.